# Rietveld (Woerden)
Pour les articles homonymes, voir Rietveld.

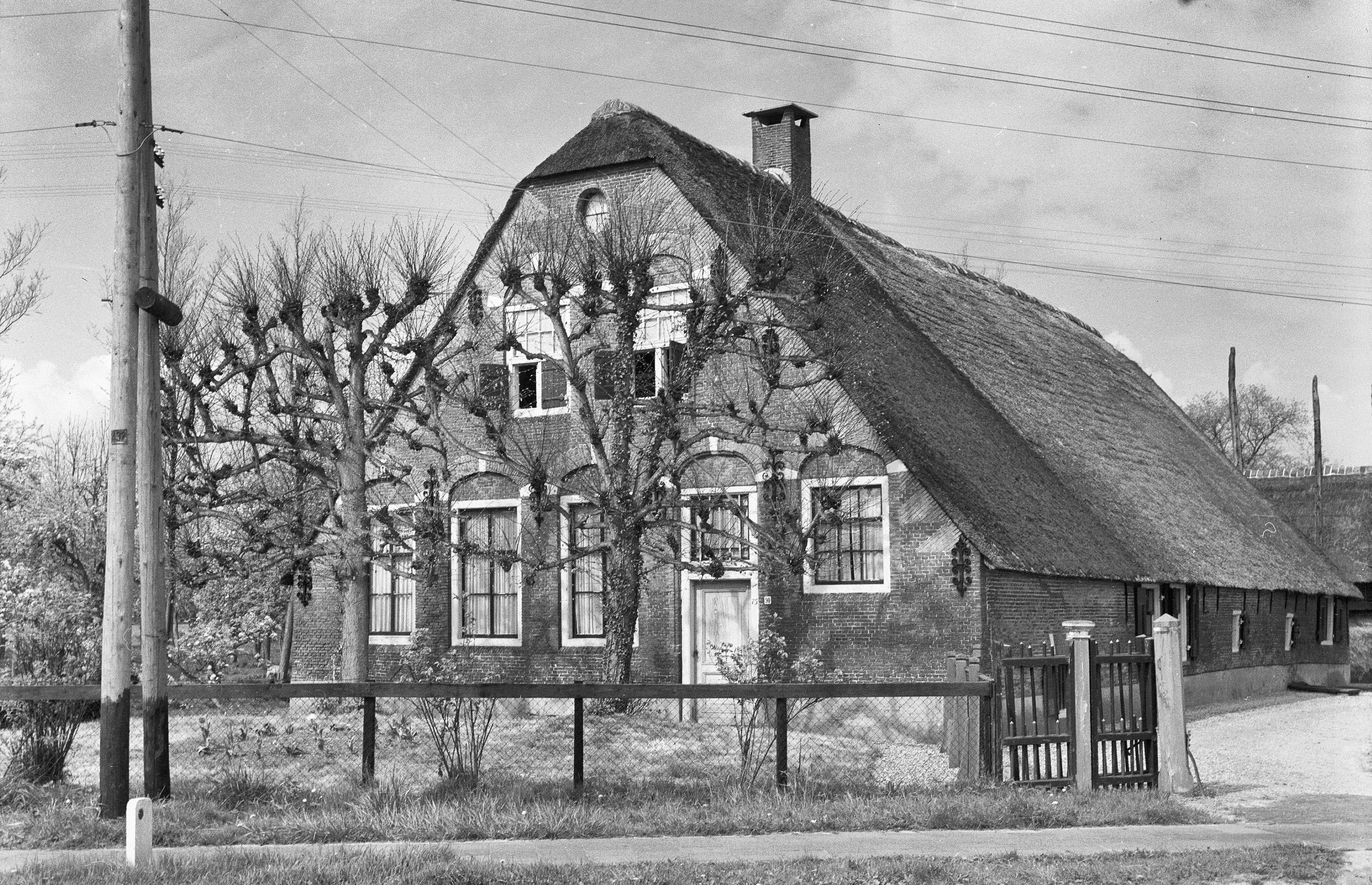

Rietveld est un hameau situé dans la commune néerlandaise de Woerden, dans la province d'Utrecht.

## Histoire
Rietveld a été une commune indépendante jusqu'au 1er février 1964, date de son rattachement à Woerden. À cette époque, Rietveld était encore situé en Hollande-Méridionale.